# Johann David Schleuen junior
Johann David Schleuen jun. (geboren nach 1740 in Berlin; gestorben nach 1775) war ein deutscher Kupferstecher und Kupferstich-Verleger.

## Leben und Werk
Johann David Schleuen war einer der Söhne des Kupferstechers, Radierers und Stichverlegers Johann David Schleuen der Ältere und arbeitete ähnlich wie seine Brüder Johann Georg (1737–1799), Johann Friedrich (1739–1784) und Johann Wilhelm (1748–1812) im Verlag seines Vaters, den er ab 1775 fortführte unter der alten Adresse „in der Königsstadt am Graben, ohnweit des Kornmagazins.“